# Liste der Bodendenkmale in Gandesbergen
In der Liste der Bodendenkmale in Gandesbergen sind die Bodendenkmale der niedersächsischen Gemeinde Gandesbergen aufgeführt. Die Quelle ist der Denkmalatlas Niedersachsen. 

Gandesbergen im Landkreis Nienburg

Der Stand der Liste ist der 12. Januar 2025.

## Allgemein
In den Spalten finden sich folgende Informationen des Bodendenkmales:
Lagegeographische Koordinaten
BezeichnungBezeichnung lt. Denkmalatlas
BeschreibungBeschreibung lt. Denkmalatlas
IDObjekt-ID
BildBild, ggf. zusätzlich mit Link zu weiteren Fotos im Medienarchiv Wikimedia Commons.

## Gandesbergen
| Lage                        | Bezeichnung                | Beschreibung                                                                                             | ID       | Bild |
| --------------------------- | -------------------------- | --- | -------- | ---- |
| 52° 45′ 24″ N, 9° 15′ 20″ O | Gandesbergen 15, Grabhügel | Durchmesser ca. 15 m und Höhe ca. 1,1 m. Mehrere kleine Eingrabungen am Rand, dadurch Form unregelmäßig. | 36261610 | BW   |
| 52° 45′ 23″ N, 9° 15′ 20″ O | Gandesbergen 16, Grabhügel | Durchmesser ca. 15 m und Höhe ca. 1,1 m.                                                                 | 36261627 | BW   |
| 52° 46′ 5″ N, 9° 17′ 34″ O  | Gandesbergen 26, Grabhügel | Durchmesser ca. 12 m und Höhe ca. 1 m.                                                                   | 40104696 | BW   |

### Gandesbergen 19
- ID:40103933
- Grabhügelfeld.

| Lage                       | Bezeichnung     | Beschreibung | ID       | Bild |
| -------------------------- | --------------- | --- | -------- | ---- |
| 52° 46′ 6″ N, 9° 17′ 43″ O | Gandesbergen 19 | Durchmesser ca. 20 m und Höhe ca. 2 m, Kuppe abgeflacht, an Südseite durch Weg eingeebnet.                                                    | 36436720 | BW   |
| 52° 46′ 8″ N, 9° 17′ 41″ O | Gandesbergen 20 | Durchmesser ca. 17 m und Höhe ca. 1,4 m, Kuppe abgeflacht.                                                                                    | 36436945 | BW   |
| 52° 46′ 8″ N, 9° 17′ 42″ O | Gandesbergen 21 | Durchmesser ca. 13 m und Höhe ca. 0,6 m, Kuppe stark abgeflacht.                                                                              | 36436993 | BW   |
| 52° 46′ 5″ N, 9° 17′ 44″ O | Gandesbergen 22 | Durchmesser ca. 11 m und Höhe ca. 0,8 m, Kuppe abgeflacht, nördliches Drittel stark durch Sandabbau gestört, im östlichen Drittel Fahnenmast. | 36437076 | BW   |
| 52° 46′ 4″ N, 9° 17′ 45″ O | Gandesbergen 23 | Durchmesser ca. 18 m und Höhe ca. 1,1 m, Kuppe abgeflacht.                                                                                    | 36437127 | BW   |
| 52° 46′ 3″ N, 9° 17′ 43″ O | Gandesbergen 24 | Durchmesser ca. 11 m und Höhe ca. 0,6 m, Kuppe abgeflacht.                                                                                    | 36437201 | BW   |